# Apomyelois
Apomyelois is een geslacht van vlinders van de familie snuitmotten (Pyralidae), uit de onderfamilie Phycitinae.

## Soorten
- A. bicolorata Balinsky, 1991
- A. bistriatella - Koolzwammot (Hulst, 1887)
- A. ceratoniae - Johannesbroodmot (Zeller, 1839)
- A. cognata (Staudinger, 1871)
- A. decolor (Zeller, 1881)
- A. ehrendorferi (Malicky & Roesler, 1970)
- A. fasciatella Inoue, 1982
- A. furvidorsella Ragonot, 1888
- A. muriscis Dyar, 1915
- A. schaeffelella Amsel, 1959
- A. striatella Inoue, 1959
- A. warna Roesler & Kuppers, 1981
- A. zeteki Heinrich, 1956